# باتريك مكهيل
باتريك مكهيل (بالإنجليزية: Patrick McHale)‏ هو كاتب قصص مصورة ورسام رسوم متحركة وكاتب سيناريو أمريكي، ولد في 17 نوفمبر 1983 في نيوجيرسي في الولايات المتحدة.
ومخرج المسلسل الكرتوني القصير خلف حائط الحديقة

## وصلات خارجية
- الموقع الرسمي
- باتريك مكهيل على موقع IMDb (الإنجليزية)
- باتريك مكهيل على موقع ميوزك برينز (الإنجليزية)
- باتريك مكهيل على موقع قاعدة بيانات الفيلم (الإنجليزية)